# Переменная (Остаться в живых)
«Переменная» (англ. The Variable) — четырнадцатая серия пятого сезона и сотая в общем счёте телесериала «Остаться в живых». Эпизод впервые был показан на канале ABC 29 апреля 2009 года. Центральный персонаж — Дэниел Фарадей.

## Сюжет

### Воспоминания
В воспоминаниях Дэниела показывается его детство. Как его мать запрещала ему заниматься музыкой и настаивала на том, чтобы он больше времени уделял учёбе. Показывают, как он оканчивает университет в Оксфорде и его мать дарит ему записную книжку. Также показывают его первую встречу с отцом, Чарльзом Уидмором, который уговаривает его поехать на остров. Позже Дэниел говорит Элоизе, что согласится, однако так и не узнаёт, кто его отец.

### 1977 год
Прибыв на остров в прошлой серии, Дэниел просит Майлза отвести его к Джеку. Он рассказывает последнему о том, что его мать ошиблась и что они не должны были возвращаться на остров. Позже Дэн с Майлзом едут на Орхидею, где встречают Пьера Чанга. Дэниел рассказывает ему обо всём: о том, что Майлз его сын, о том, что он из будущего, добавляя в конце, что всех людей надо эвакуировать с острова, поскольку магнитная энергия, развязанная строительными работами ДХАРМЫ, вызвала раны на острове. Чанг не верит всему этому.
Джек, Кейт, Сойер, Джульет, Джин, и Хёрли встречаются в доме Сойера и Джульет, чтобы обсудить их варианты. Согласно Сойеру, они должны или уехать с Острова на подводной лодке, прежде чем они будут пойманы, или отправиться в джунгли, чтобы «начать все сначала». Джин отказывается уезжать, пока есть возможность, что он мог бы быть воссоединен с Сун, его поддерживает Хёрли. Прежде, чем они смогут продолжить свою беседу, они прерваны прибытием Майлза и Дэниела. Дэниел спрашивает, где он может найти Других, и объясняет, что его мать среди них, и кроме того, что она — их единственная надежда на возвращение во время, которому они принадлежат.
Сойер отказывается помочь Дэниелу, но Джек просит помощь Кейт, чтобы доставить Дэниела к лагерю Других. Джульет называет код Звукового ограждения (1317228) и говорит, что они должны помочь Дэниелу, так как «жизнь здесь закончена для нас, так или иначе». Сойер утверждает, что Джек делает ошибку и что он, Джин, Хёрли, и Джульет встретят их у берега, когда их план неизбежно потерпит неудачу.
На пути к автомобилю он встречает маленькую Шарлотту и говорит, чтобы она никогда больше не приезжала на остров. После происходит перестрелка между Радзинским и его людьми с Дэниелом, Джеком и Кейт. Дэниел ранен, но жив. После Радзинский находит связанного Фила у Сойера в шкафу, Джульет и Джеймса арестовывают.
Когда Джек, Дэниел и Кейт останавливаются у ручья, чтобы отдохнуть, Джек просит, чтобы Дэниел объяснил свои намерения. Дэниел показывает, что знает о причинах бедствия, вызванного массивным выпуском энергии на станции "Лебедь". Он объясняет, что «люк» будет построен в качестве меры предосторожности, чтобы сдерживать эту энергию и предотвратить будущие инциденты. Он объясняет, что следующие 20 лет ДХАРМЕ будет необходимо держать эту энергию, в страхе нажимая кнопку; в конечном счете, случайный отказ Десмонда нажать кнопку вызовёт крушение рейса 815. Дэниел говорит Джеку и Кейт, что его исследования релятивистской физики показали отношения между «константами» в этом уравнении и «переменных». Переменные, он говорит, являются людьми определенно, их выборы и добрая воля могут позволить им изменять свою судьбу. Дэниел говорит о намерении установить свой ход событий, взрывая водородную бомбу в попытке остановить катастрофический выпуск энергии, таким образом предотвращая события, которые привели рейс 815 к крушению.
После он идёт к Другим, где наставляет пистолет на Ричарда Алперта и просит встречи с Элоизой. Он делает два выстрела как предупреждение, но умирает от выстрела Элоизы, которая подошла сзади. Перед смертью она спрашивает его, кто он, и его последними словами стали: «Я твой сын».

### 2007 год
Десмонд, будучи подстреленным Беном, срочно отправлен в больницу, чтобы подвергнуться хирургии. В отчаянии Пенни остается снаружи с сыном Чарли. К ней приближается Элоиза Хокинг, которая комментирует, что у Чарли волосы своего отца. Элоиза показывает, что она знает Десмонда, и что его рана — ошибка сына. Пенни спрашивает, будет ли в порядке Десмонд, но Элоиза говорит, что впервые в долгое время она не знает то, что случится затем. Позже медсестра приближается к Пенни и говорит ей, что Десмонд находится в реанимации, хирургическая операция была успешна. Пенни оставляет маленького Чарли с медсестрой, и идет в палату Десмонда.
Элоиза выходит из больницы, к ней приближается Чарльз Уидмор, который спрашивает о состоянии здоровья Десмонда. Она отвечает, что Десмонд в порядке, и что его дочь в больнице. Уидмор отмечает, что он пожертвовал своими отношениями с Пенни. Элоиза отвечает сердито, что Уидмор ничего не знает о жертве; она должна была послать своего собственного сына на Остров. Уидмор парирует, что Дэниел — и его сын тоже. Элоиза даёт Уидмору пощёчину.